# Marciano, vete a casa
¡Marciano, vete a casa! es una novela de ciencia ficción escrita por el autor norteamericano Fredric Brown en 1955. Está escrita en tercera persona omnisciente, con un estilo ligero y humorístico, y, aunque con una focalización variable a lo largo de la novela, en numerosas ocasiones se centra en la experiencia de Luke Devereaux, un escritor de ciencia ficción sorprendido por la masiva llegada de los marcianos.

## Argumento
La novela transcurre en el año 1964, y trata acerca de la súbita invasión de la Tierra por marcianos, aunque de un modo particular. En el inicio de la novela, el prólogo advierte de la preparación a la cual debería haberse visto sujeta la humanidad para tal invasión, a partir del descubrimiento de los canales marcianos en el siglo XIX y del inicio de los viajes espaciales. También se dice en el inicio que el año 1964 había empezado muy bien (alzas en la bolsa, prosperidad económica, congelación de la guerra fría, etc), hasta que llegan los marcianos.
En este punto, comienza el primer capítulo, donde el foco se centra en el escritor Luke Devereaux, el cual pasaba en ese momento por uno de los mayores baches de su carrera creativa, con dinero adeudado, y un matrimonio en vías de divorcio, aunque con promesas de relación con respecto a una mujer conocida recientemente. Estando relativamente ebrio, empezó a pergeñar un argumento para un relato: "Qué sucedería si los marcianos...", cuando tocan a la puerta. Cuando abre, se encuentra con un pequeño hombrecito verde, narigón y con boca muy grande, de unos 75 centímetros, que le dice "Hola, Mack (...)¿Esto es la tierra?. A partir de ese momento, el marciano y él comienzan a hablar, mostrando al mismo como un hombrecillo extremadamente irritante y ofensivo. Aunque en un inicio él piensa que se encuentra frente a una alucinación causada por el alcohol, más adelante se da cuenta de que en todo el mundo comenzaron a aparecer marcianos, molestando y causando incidentes de todo tipo. Él no se lo esperaba, debido a que se encontraba en medio del desierto, incomunicado con el resto del mundo.
Estos marcianos tienen la capacidad de "kwimmar", es decir, aparecerse en distintos lugares con sólo desearlo, y son absolutamente intangibles, aunque opacos a la luz e irritantes auditivamente, pues se dedican a asustar a la gente y ofenderla verbalmente. Además de esto, se interesan en causar miles de problemas, puesto que tienen la capacidad de aprender idiomas muy velozmente, de leer en tiempos extraordinarios, de ver en la oscuridad y a través de objetos sólidos, habilidades que utilizan para incomodar a las personas, averiguando secretos y divulgándolos a viva voz. Secretos como por ejemplo la localización de los silos nucleares y de las armas y ejércitos de todo el mundo, interrumpiendo espectáculos al molestar a los artistas y deportistas, dos cosas que en principio paralizan la economía norteamericana, la política y propaganda soviética y las operaciones bursátiles a lo largo del mundo, además de escándalos familiares de todo tipo.
Cuando no se comentan cuestiones de índole mundial, el foco suele centrarse en la experiencia de Luke Deveraux, quien está en bancarrota y da por perdida su carrera de escritura, al estar las novelas de ciencia ficción sin ningún tipo de mercado gracias a la irritante realidad. Con el tiempo, tras lograr situaciones parciales, su amigo Carter Benson, el dueño de la cabaña en la que se encontraba Luke en el principio, lo encuentra y le informa que tiene un cheque por quinientos dólares, suma considerablemente alta luego de la caída de los valores de la bolsa y la depresión económica, debido a la reedición de una novela del oeste escrita por él hace mucho tiempo, y le avisa que su editor le ha ofrecido un anticipo de tres mil dólares por una nueva. 
Con estas perspectivas, comienza a escribir, enajenado, varios capítulos de la novela, hasta que un marciano lo interrumpe, gritando "arre, Silver" sobre la máquina de escribir. Tras esto, Luke es internado en un hospital siquiátrico porque es incapaz de ver u oír a los marcianos, pensando que todos ellos son alucinaciones colectivas. En el hospital, se encuentra mentalmente estable y lúcido, y escribe continuamente, ganando mucho dinero y reputación, reencontrándose con su mujer.
Luke, y muchas otras personas, intentan resolver el problema marciano. Aunque no logran demasiado éxito (cosa que causa que el Secretario General de la ONU, Yato Ishurti, se suicide tras un intento desesperado de razonar con ellos), hacia el final de la novela tres personas diferentes intentan tres medios diferentes para resolverlo, simultáneamente. Por un lado, está el portero Obberdoffer de Chicago, sordo y aficionado a la ciencia, quien decide expulsarlos debido a que, por culpa de ellos, su amigo Pete termina en una cárcel por robar en una tienda. Para esto, decide construir un "supervibrador subatómico antiextraterrestre".
Simultáneamente, un brujo mopabori llamado Bugassi se ve impelido por su jefe, M'Carthi, a expulsar a los gnajamkata (pigmeos verdes del cielo), que dificultaban la cacería y el pastoreo asustando a los animales, so pena de ser devorado por su tribu. Para esto, decide usar un "gran hechizo", que combinaría la sabiduría de los seis sabios mapoboro, cinco muertos anteriormente por la tribu, y el suyo propio.
A un tiempo, Luke piensa que tal vez haya sido él quien los ha inventado, en un arranque creador solipsista, y decide terminar con ellos alterando la realidad nuevamente, reproduciendo las circunstancias en las cuales aparecieron. Para darse confianza, intenta convocar a su mujer de la misma forma antes de intentar cambiar la realidad en forma mayor.

## Personajes
- Luke Devereaux: Escritor profesional de ciencia ficción, descrito como un hombre de un metro setenta, pelirrojo y de unos 75 kg de peso, de 37 años de edad. Está en proceso de divorcio con su mujer Marjorie Devereaux en el momento en el que comienza el relato. Es el protagonista del mismo.
- Marjorie Devereaux: Exesposa de Luke, enfermera de profesión; es descrita como una joven rubia alta y muy hermosa. Sigue preocupada por Luke, y cuando éste ingresa en el hospital, decide ir a verlo. En ese momento restablecen su relación.
- Yato Ishurti: Secretario General de la ONU, de origen japonés. Intenta convencer a los marcianos de que se vuelvan a su planeta a través de una conferencia global, asegurando que los humanos estaban unidos y ya no intentarían ir a Marte. Cuando fracasa, se suicida haciendo el seppuku.
- Doctor Snyder: Es el encargado de cuidar a Luke, y un psiquiatra reconocido por el tratamiento a trastornos causados por los marcianos. Se muestra confundido acerca de la naturaleza y el trato de los marcianos, y acerca de por qué Luke Devereaux consigue ignorarlos.

## Los Marcianos
Los marcianos, en la novela, se asemejan mucho al estereotipo clásico de los hombrecitos verdes. Son bajos (aproximadamente 75 centímetros, aunque de rango variable entre los 65 a los 90), verdes, y con torsos cortos, largas piernas y largos brazos. Si bien no son iguales entre sí, son muy parecidos, y todos tienen el mismo comportamiento frenético, maligno, y molesto. A todo el mundo lo mencionan como "Mack" o sus equivalentes en otros idiomas, y disfrutan el conflicto y las peleas. Sus intenciones son desconocidas más allá de causar molestias, así como la forma de deshacerse de ellos o su verdadera naturaleza. Son extremadamente inteligentes, maliciosos, y disfrutan de revelar secretos y causar el caos. Son notoriamente parecidos a los goblins de la mitología céltica.